# Estornell cantaire
L'estornell cantaire (Aplonis cantoroides) és un ocell de la família dels estúrnids (Sturnidae). El seu estat de conservació es considera de risc mínim.

## Hàbitat i distribució
Habita la selva i bosc de les terres baixes, a les illes Aru i Raja Ampat occidentals, Nova Guinea, Illa Normanby a l'Arxipèlag D'Entrecasteaux, arxipèlags Louisiade i Bismarck i les illes Salomó.